# Astragalus borodinii
Astragalus borodinii är en ärtväxtart som beskrevs av Andrej Nikovaevich Krasnov. Astragalus borodinii ingår i släktet vedlar, och familjen ärtväxter. Inga underarter finns listade i Catalogue of Life.